# Radziusze
Radziusze (biał. Радзюшы, Radziuszy; ros. Радюши, Radiuszy) – wieś na Białorusi, w obwodzie grodzieńskim, w rejonie ostrowieckim, w sielsowiecie Michaliszki, nad Straczą. Graniczy z Rezerwatem Krajobrazowym Jeziora Soroczańskie.
Współcześnie w skład miejscowości wchodzą dawne wsie Radziusze i Radziusze Łozowe oraz część okolicy Stracza-Niedroszla.

## Historia
W XIX i w początkach XX w. położone były w Rosji, w guberni wileńskiej, w powiecie zawilejskim/święciańskim. Po I wojnie światowej pod administracją polską, w Zarządzie Cywilnym Ziem Wschodnich. W latach 1920–1922 w składzie Litwy Środkowej.
Od 11 kwietnia 1922 leżały w Polsce, w województwie wileńskim, w powiecie święciańskim. Przynależność gminna różniła się, miejscowości położone były:
- Radziusze w gminie Aleksandrowo/Żukojnie
- Radziusze Łozowe oraz Stracza-Niedroszla w gminie Świr[2].

2 lutego 1944 na wypoczywającą tu po krwawym boju z Niemcami 5 Wileńską Brygadę Armii Krajowej mjr Zygmunta Szendzielarza „Łupaszki” napadł oddział partyzantki sowieckiej. Polacy wycofali się za Straczę, zadając komunistom duże straty, przy stratach własnych wynoszących 2 partyzantów - 1 zabitego i 1, który utonął podczas przeprawy przez rzekę oraz kilku, którzy trafili do sowieckiej niewoli. Dzień później doszło w Radziuszach do kolejnej potyczki AK z komunistami, podczas której poległo 3 polskich partyzantów. Odebrano wówczas komunistom dwie furmanki z zagrabionym mieniem miejscowej ludności. Mjr „Łupaszko” odmawiając później współdziałania z sowietami podczas ataku na Wilno, przekazał następującą odpowiedź:

„(...) nie będziemy wojować razem pod Wilnem. Proszę przekazać «Roninowi» bez ogródek, że nam spieszno gdzie indziej. Tutaj nas czeka grób, mogiła. (...) Współdziałanie z Sowietami nie wyjdzie nam na zdrowie. Ani nam, ani pozostałym brygadom. Zbyt dobrze znam bolszewików, aby ufać im. Zresztą mamy ze sobą na pieńku. Nie zapomnę wsi Radziusze. Kat z nimi!”

Po II wojnie światowej w granicach Związku Sowieckiego. Od 1991 w niepodległej Białorusi.